# テイルスのスカイパトロール
『テイルスのスカイパトロール』 (TAILS' SKYPATROL) は、1995年4月28日にセガ・エンタープライゼスから発売されたゲームギア用アクションゲーム。『ソニックシリーズ』のテイルスが主人公のスピンオフ作品。

## あらすじ
1人で気ままに行動していたテイルスはとある島に着陸する。だがその時、島を乗っ取ろうとする魔女ウィチカートに遭遇する。逆らうものをクリスタルに変えてしまうウィチカートの悪事を阻止すべく、テイルスの冒険が始まった。

## ゲームシステム
1. テイルスは、しっぽを使って飛ぶ。リングを使うことでトロッコなどの仕掛けにつかまったり、敵を攻撃する。
2. 敵の攻撃を受けるとテイルスがふらついてしまう。この時、ボタンを連打することで回復する。
3. リングをベルに当てると、ミスした時にそこからの復活となる。
4. 飛んでいるうちは、体力が減っていく。体力が0になると回復不可能になり、そのままミスとなる。ミントキャンディを取ることで体力が回復する。
5. 地形に接触するとミスとなり、1人失う。
6. 終盤に登場するボスを倒すとステージクリア。

## キャラクター
マイルス "テイルス" パウアー
ホッケウルフ
ベアンジャ
キャロッティア
ウィチカート

## アイテム
ミントキャンディ
体力が回復する。
クリスタル
ステージクリア時に1個につき1000ポイント加算される。
ベル
鳴らすと鳴らした場所から再スタートとなる。ただし、残り人数が0の時は無効。
1UP
残り人数が1人増える。
ムテキスター
一定時間無敵になる。

## ステージ
| ステージ  | ステージ名                                  | 内容                                                             | ボス           |
| --------- | ------------------------------------------- | ---------------------------------------------------------------- | -------------- |
| ステージ1 | TRAINING AREA （トレーニングエリア）        | 練習のステージ。このステージでゲームシステム、操作方法を覚える。 | なし           |
| ステージ2 | RAILCANYON AREA （レールキャニオンエリア）  | トロッコのレールが張り巡らされているエリア                       | ホッケウルフ   |
| ステージ3 | RUINWOOD AREA （ルーインウッドエリア）      | 洞窟を進んでいくエリア                                           | ベアンジャ     |
| ステージ4 | METALISLAND AREA （メタルアイランドエリア） | 空中を進んでいくエリア                                           | キャロッティア |
| ステージ5 | DARKCASTLE AREA （ダークキャッスルエリア）  | 暗闇の中を進んでいくエリア                                       | ウィチカート   |